# Mns Rayeuk
Mns Rayeuk is een bestuurslaag in het regentschap Aceh Utara van de provincie Atjeh, Indonesië. Mns Rayeuk telt 554 inwoners (volkstelling 2010).